# La Cofradia
La Cofradia, S.A. de C.V. ist ein Tequila-Produzent aus der Stadt Tequila in Mexiko. 
Der Name La Cofradia bedeutet wörtlich übersetzt Laienbruderschaft und soll gemäß eigener Darstellung des in den 1950er Jahren gegründeten Unternehmens ein starkes Band der Bruderschaft und die Verkörperung des Gemeinbesitzes darstellen. Die Menschen, die in dem Unternehmen zusammenarbeiten, werden als cofrades bezeichnet, was nichts anderes als Kollegin bzw. Kollege bedeutet.  
Die bei der mexikanischen Aufsichtsbehörde CRT unter der NOM 1137 und DOT 111 geführte Tequileria ist derzeit der siebtgrößte Exporteur des mexikanischen Nationalgetränks. 
Neben der gleichnamigen Marke La Cofradia stellt die Destillerie auch die folgenden Tequilas her: Amate, Casa Noble, Cava del Villano, El Artillero, Los Cofrades, Los Dorados, Pepe Vinoria, Sevilla La Villa, Siglo XXX und Tres Alegres Compadres. 